# Бернолаковці

Книга видана в Матиці

Бернолаковці (словац. Bernolákovci) — одна з двох основних ланок словацького національного відродження, названа по імені словацького римсько-католицького священика, лінгвіста і кодификатора словацької мови Антона Бернолака (1762—1813).
Було католицьким плином національного відродження.
Перше покоління бернолаківців працювало в 1780—1820 рр. у таких містах: Братислава, Трнава (місцезнаходження Словацького наукового товариства). Основним напрямом діяльності першого покоління була кодифікація словацької мови як національної літературної мови (словац. bernolákovčina=бернолаковщіна) і використання її як мови художньої, наукової і релігійної літератури.
Представниками першого покоління бернолаковців, крім самого А. Бернолака, були: Юрай Фандлі, Йозеф Ігнац Байза, О. Месарош, Мартін Гамуляк, Олександр Руднаі, Андрій Радлінський та інші.
Прихильників Бернолака об'єднувало, в першу чергу, бернолаковська літературна словацька мова, поняття словацької національної самобутності та ідея рівності націй. Основною їх організацією було Словацьке наукове товариство. Мартін Гамуляк заснував також Товариство любителів словацької мови і літератури. Молоде бернолаковське покоління за переконаннями було близько штуровцям (послідовникам Людовіта Штура, другого кодификатора словацької мови (XIX століття), прийняло їх концепцію і нову штуровську літературну словацьку мову.
Друге покоління бернолаковцев працювало в 1820—1830 рр. в Естергомі, Буді і Пешті. Їх прагненням було розвивати словацьку мову і подолати лінгвістичну і конфесійну роздвоєність нових словацьких національних сил. Ту ж мету переслідувало і Товариство любителів словацької мови і літератури.
Найважливішими представниками другого покоління бернолаковцев були: Юрай Палковіч, Ян Голль, Мартін Гамуляк, Ян Геркель, Ян Коіші.